# John Beaton
John Beaton (ur. 9 stycznia 1982 w Motherwell) – szkocki sędzia piłkarski. Od 2012 roku sędzia międzynarodowy.

## Kariera sędziowska
Beaton karierę sędziowską rozpoczął w roku 1997, w 2005 roku znalazł się na liście sędziów Scottish FA, a w 2009 roku został mianowany sędzią 1. kategorii. W 2012 roku zadebiutował w Scottish Premiership. W tym samym roku został mianowany na sędziego międzynarodowego. Pierwszym seniorskim spotkaniem w Europie był dla niego mecz I rundy eliminacji do Ligi Europy 2012/2013 pomiędzy IF Elfsborg, a Floriana FC.
W 2015 roku prowadził decydujący o mistrzostwie Arabii Saudyjskiej mecz pomiędzy An-Nassr, a Al-Hilal. W spotkaniu tym pokazał osiem żółtych i trzy czerwone kartki, a w doliczonym czasie gry zawodnik gości Salim ad-Dausari niezadowolony z decyzji Szkota stanął z nim głowa w głowę. W listopadzie tego samego roku po raz pierwszy w karierze poprowadził mecz fazy grupowej Ligi Europy pomiędzy Dynama Mińsk, a Villarreal CF. W 2016 po raz pierwszy był rozjemcą meczu seniorskich reprezentacji narodowych. W ramach eliminacji Mistrzostw Świata w Piłce Nożnej poprowadził spotkanie Andora - Szwajcaria. Na początku 2019 roku głośnym echem odbiło się prowadzone przez niego Old Firm Derby, po tym jak musiał opuścić stadion w asyście policji. Zdaniem ludzi związanych z Celtikiem był on zbyt pobłażliwy względem piłkarza rywali Alfredo Morelosa.